# Allemaal tuig!
Allemaal tuig! is een Nederlandse televisieserie van de IKON uit 1981 waarvan een bioscoopversie werd uitgebracht in 1982. Het is gebaseerd op een scenario van regisseur van de film Ben Sombogaart en Hans Melissen. Allemaal tuig werd door onervaren en niet-professionele acteurs gespeeld.
De IKON zond de zesdelige serie uit in december 1981 en januari 1982 en herhaalde de serie in 1984. Een gedeelte van de serie is in Utrecht opgenomen. De scenes met het (uitgebrande) kraakpand is opgenomen in de wijk Oog in Al.

## Verhaal
Een jeugdbende wordt opgepakt door de politie, er wordt hen diefstal en vernielingen aangerekend. Ze moeten allen thuis wachten (als een soort huisarrest) op hun oproep tot voorleiding in de rechtbank. In terugblikken ziet de kijker hoe de bende zover van het pad geraakt is.

## Rolverdeling
| Acteur               | Personage                |
| -------------------- | ------------------------ |
| Tonny Tedering       | Bart                     |
| Floris Andringa      | Monne                    |
| Annemarie van Ginkel | Anja                     |
| Pieter Hessel        | Wijnand                  |
| Femy Keuben          | Shirley                  |
| Ronald Straub        | Leen                     |
| Germaine Groenier    | televisieverslaggeefster |
| Joris Rijs           | Bennie                   |
| Annemarie Feltmann   | Tessa                    |